# Bánh tráng Mỹ Lồng
Bánh tráng Mỹ Lồng là đặc sản từ tỉnh Bến Tre, Việt Nam. 
Các loại bánh tráng dừa ở Mỹ Lồng vừa béo vừa xốp, đặt lên lò than tỏa hương thơm. Có ba loại bánh tráng dừa, đó là: bánh đặc biệt có sữa, trứng gà, dừa; bánh có dừa không sữa; bánh có sữa không dừa...
Nghề làm bánh tráng Mỹ Lồng tại xã Mỹ Thạnh, huyện Giồng Trôm, tỉnh Bến Tre là nghề thủ công truyền thống đã được công nhận là di sản phi vật thể cấp quốc gia từ năm 2018.